# Daniel Pádua
Daniel Pádua, também conhecido como dpadua (Vila Velha, 22 de janeiro de 1980 — Brasília, 20 de novembro de 2009), foi um hacker, ativista digital, músico e desenvolvedor brasileiro. Ficou conhecido internacionalmente ao criar em 2002 o BlogChalking.

## Trabalhos
Foi um dos idealizadores e articuladores da rede MetaReciclagem, uma rede auto-organizada e diversas vezes premiada que propõe a desconstrução da tecnologia para a transformação social, e cuja criação se deu por uma troca de e-mails na lista de discussão do projeto Metá:fora em 2002.
Motivado pela vontade de encontrar pessoas vizinhas que, como ele, "usam diariamente a Internet e escrevem seus pensamentos", Daniel Pádua criou o conceito pioneiro de agregação de redes sociais BlogChalking, que permite a classificação geográfica de blogs. Foi então ao topo do ranking do Daypop, destacado pelo Blogdex e indicado para o Third Annual Weblog Awards em 2003 na categoria best meme. Daniel Pádua era o único brasileiro a concorrer nesta edição.
Em 2004, Daniel Pádua começou a trabalhar no Ministério da Cultura, onde iniciou a aplicação do conceito de Xemelê junto à equipe de manutenção do portal público da entidade.
Em maio de 2008, passou a integrar a equipe de Multimídia da Empresa Brasil de Comunicação. Desenvolveu a arquitetura de informação, desenho e implementação da ferramenta Wordpress para os websites de cobertura integrada da EBC: Jogos Olímpicos e Paraolímpicos de Pequim, Eleições 2008, Carnaval 2009 e do Fórum Social Mundial de Belém do Pará.
Ainda em 2009, participou da equipe que originou o Blog do Planalto, iniciativa inédita no Palácio do Planalto, projetada para dar mais visibilidade às decisões políticas da Presidência da República Brasileira.

### Música
Daniel Pádua também era músico. Ao se mudar para Brasília, passou a fazer parte do grupo de samba pisado chamado Seu Estrelo e o Fuá do Terreiro, contemplado pelo Prêmio Culturas Populares 2007 promovido pelo Ministério da Cultura. Uma reportagem sobre o grupo foi veiculada no Jornal Nacional do dia 9 de dezembro de 2006.

## Morte

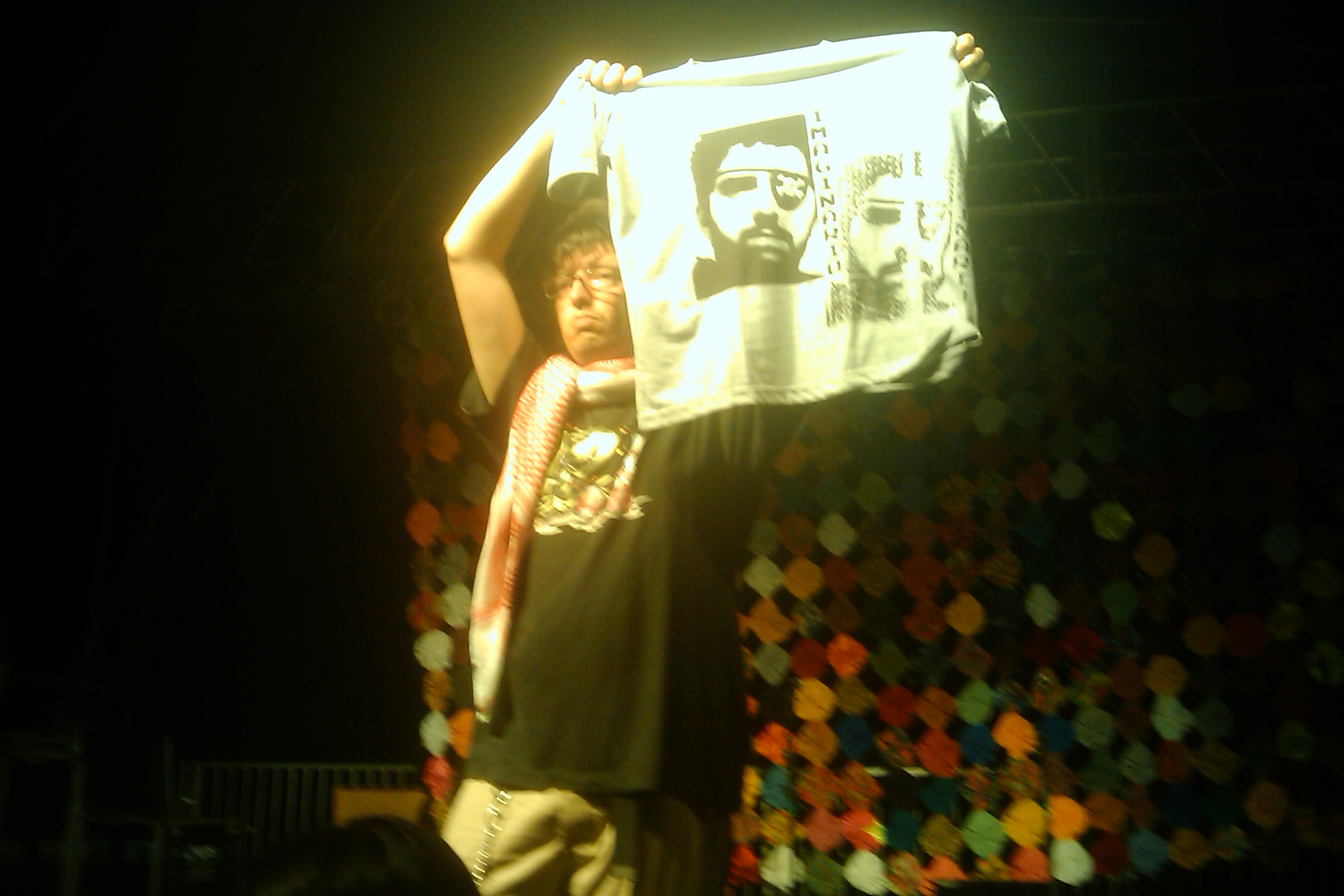
Daniel Duende, com o lenço preferido de Dpadua, liderando a homenagem no final da apresentação de Seu Estrelo em 20 de novembro de 2009

Faleceu em 20 de novembro de 2009, em decorrência de um câncer fulminante nos ossos (osteossarcoma) que evoluiu até lhe atingir os pulmões. Seu corpo foi velado e cremado em Belo Horizonte, cidade onde viveu boa parte de sua vida. Deixou esposa e um filho.
A sua morte foi citada em vários veículos de comunicação e também por companheiros de trabalho e ativismo pela rede. Após sua morte, camisetas com seu ícone foram criadas como forma de homenagem.
O Ministério da Cultura do Brasil, por meio da "Carta da Cultura Digital Brasileira", dedicou o Fórum da Cultura Digital Brasileira a ele: "Este fórum é dedicado ao amigo, companheiro e construtor de imaginários Daniel Pádua, que partiu na manhã do dia 20 de novembro, dia de Zumbi e da Cultura Digital Brasileira." Ele também foi homenageado na abertura da 8ª Oficina de Inclusão Digital por Alfredo Manevy, Secretário Executivo do Ministério da Cultura, e por Rodrigo Assumpção, presidente da Dataprev.